# Paul Verhoeven
Paul Verhoeven (Amsterdam, 18. srpnja 1938.) nizozemski je filmski redatelj, najpoznatiji po holivudskim filmovima Robocop, Potpuni opoziv i Sirove strasti.

## Nagrade i nominacije
Godine 1987. s filmom Robocop osvojio je nagradu Saturn za najbolju režiju.

## Izabrana filmografija
- Wat zien ik (eng. Diary of a Hooker/Business Is Business/Any Special Way, 1971.)
- Turks fruit (eng. Turkish Delight, 1973.)
- Keetje Tippel (eng. Katie Tippel, 1975.)
- Soldaat van Oranje (eng. Soldier of Orange, 1977.)
- Spetters (1980.)
- Četvrti čovjek (niz. De vierde man, eng. The Fourth Man, 1983.)
- Meso i krv (eng. Flesh+Blood, 1985.)
- RoboCop (eng. RoboCop, 1987.)
- Potpuni opoziv (eng. Total Recall, 1990.)
- Sirove strasti (eng. Basic Instinct, 1992.)
- Showgirls (eng. Showgirls, 1995.)
- Zvjezdani jurišnici (eng. Starship Troopers, 1997.)
- Čovjek bez tijela (eng. Hollow Man, 2000.)
- Crna knjiga (niz. Zwartboek, eng. Black Book, 2006.)
- The Winter Queen (u produkciji, najavljen za 2010.)

## Vanjske poveznice
- Paul Verhoeven u internetskoj bazi filmova IMDb-u (engl.)